# Séthův chrám

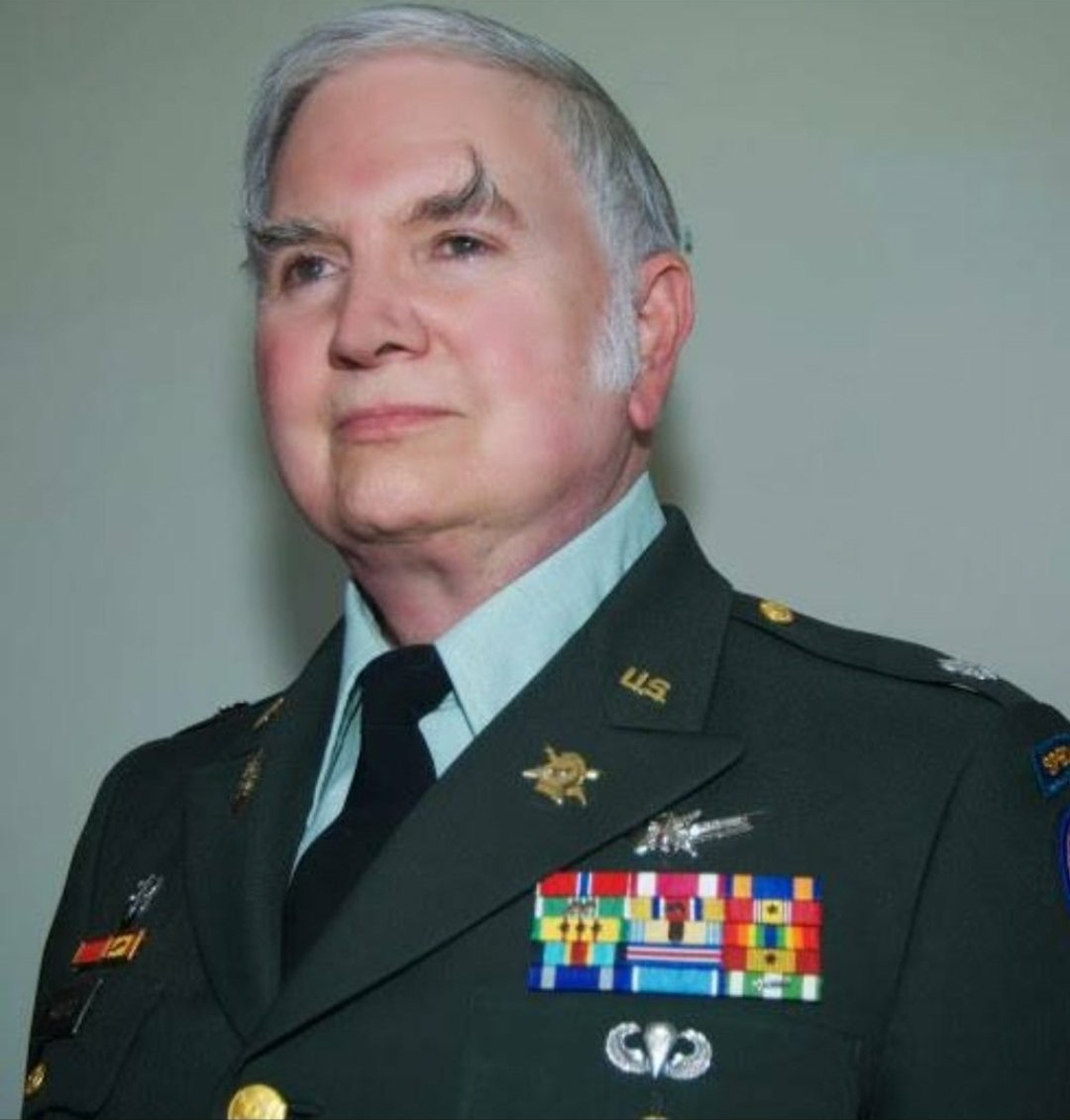
Zakladatel Setova chrámu, podplukovník americké armády Michael A. Aquino

Setův chrám (anglicky Temple of Set) je nové náboženské hnutí, satanistická esoterická organizace a magický řád, hlásící se k takzvané stezce levé ruky, vzniklé oddělením od Církve Satanovy. Cílem hnutí je dosáhnutí individuálního božství, jež je chápáno jako věčné, izolované vědomí sebe sama oddělené od přírodního světa.
Hnutí bylo založeno v San Franciscu roku 1975 Michaelem A. Aquinem, jeho pozdější manželkou Lilith Sinclairovou a dalšími členy Církve Satanovy. Michael Angelo Aquino byl synem stejnojmenného otce a Marian Dorothy Elisabeth Aquinové, rozené Fordové, dcery lékaře Campbella Forda a jeho ženy Sophie. Podle Aquinova učení je Set(h)-Satan skutečně existující bytostí, zatímco podle Církve Satanovy je Satan metaforou pro vyšší já každého jedince. Tento rozdíl byl také hlavním důvodem sporů mezi Aquinem a LaVeyem. Aquino ztotožnil Aiwasse, jež roku 1904 v Káhiře komunikoval s Aleisterem Crowleym, se Setem. Toto egyptské božstvo přitom chápal jako bytost jež člověka obdarovala vědomím a umožnila mu stát se podobným Bohu. K dosažení svého plného potenciálu však člověk musí dosáhnout sebeuvědomění skrze proces zvaným „xepering“, jenž sestává z četby, přijímání vědomostí a provádění rituálů. Podle bývalé členky Setova chrámu, publikující jako Linda Bloodová, je jejich koncept dobra a zla založený na myšlence, že cokoliv je pro někoho dobré, může být někým jiným považováno za zlé (tj. relativizace dobra a zla).
V srpnu 1987 vyšetřovatelé prohledali Aquinův dům. Policie zabavila 36 videopásek, fotoalbumy, negativy fotografií atď. v souvislosti s vyšetřováním sexuálního obtěžování dětí v dětském centru na základně Presidio a dětské pornografie. Některé z dětí Aquina spolu s manželkou Lilith identifikovaly jako účastníky obtěžování, nikdy ovšem nebyly proti němu vzneseny obvinění. V listopadu téhož roku armáda po obviněních ze zneužívání až 60 dětí na základně oznámila, že dětské centrum v Presidiu zavírá.
V rámci Setova chrámu působilo v roce 2003 devět řádů zaměřených na konkrétní magická umění či magickou tradici, například Order of the Trapezoid (Řád lichoběžníku), jehož praxe je založená na materiálech užívaných v prostředí ariosofie a nacistického okultismu. Aquino vykonal 19. října 1982 magický rituál na německém hradě Wewelsburg. Hrad byl předtím ústředím Himmlerovy SS a centrem nacistického okultismu.
Již necelé čtyři roky od založení Setova chrámu vystřídal Aquina ve funkci velekněze Ronald Keith Barrett. Po jeho vystoupení v roce 1982 a krizi v organizaci se znovu vrátil Aquino, který v této funkci zůstal až do roku 1996. Barrett krátce po svém vyloučení napsal, že Aquino „zavedl Setův chrám explicitně satanistickým směrem, se silnými podtóny německého národně-socialistického nacistického okultismu... V období od května 1982 do července 1983 se mezi členy chrámu vyskytlo jedno úmrtí.“. Na jarní rovnodennost roku 1996 se veleknězem stal spisovatel sci-fi a hororu Don Webb. Napsal také několik knih, kde přiblížil učení Setova chrámu širší veřejnosti. Členkou Setova chrámu se v roce 1990 stala také Zeena Schrecková, dcera Antona LaVeye a velekněžka Církve Satanovy. V roce 2002 se dokonca stala velekněžkou chrámu. Později opustila i toho hnutí, vystavila jej kritice stejně jako církev svého otce a založila Sethian Liberation Movement, čili „hnutí sethovského osvobození“. Mezitím se vedení chrámu na krátkou dobu ujal Aquino, kterého v roce 2004 vystřídala Patricia Hardyová.
Ke konci života se Aquino věnoval psaní knih. V rozhovoru z června 2019 označil přistání amerických astronautů na Měsíci a letadlové útoky z 11. září 2001 za úspěšné psychologické operace, přičemž v roce 2001 šlo o oslabení a destabilizaci arabských zemí v sousedství Izraele a ve skutečnosti žádná letadla do věží Světového obchodního centra nenarazila. Aquino zemřel 1. září 2020. Setův chrám na své webstránce informoval o Aquinově „remanifestaci z fyzického těla“, tedy smrti.